# Kleinmölsen
Kleinmölsen ist eine Gemeinde im Landkreis Sömmerda in Thüringen. Sie gehört der Verwaltungsgemeinschaft Gramme-Vippach an, die ihren Verwaltungssitz in der Gemeinde Schloßvippach hat.

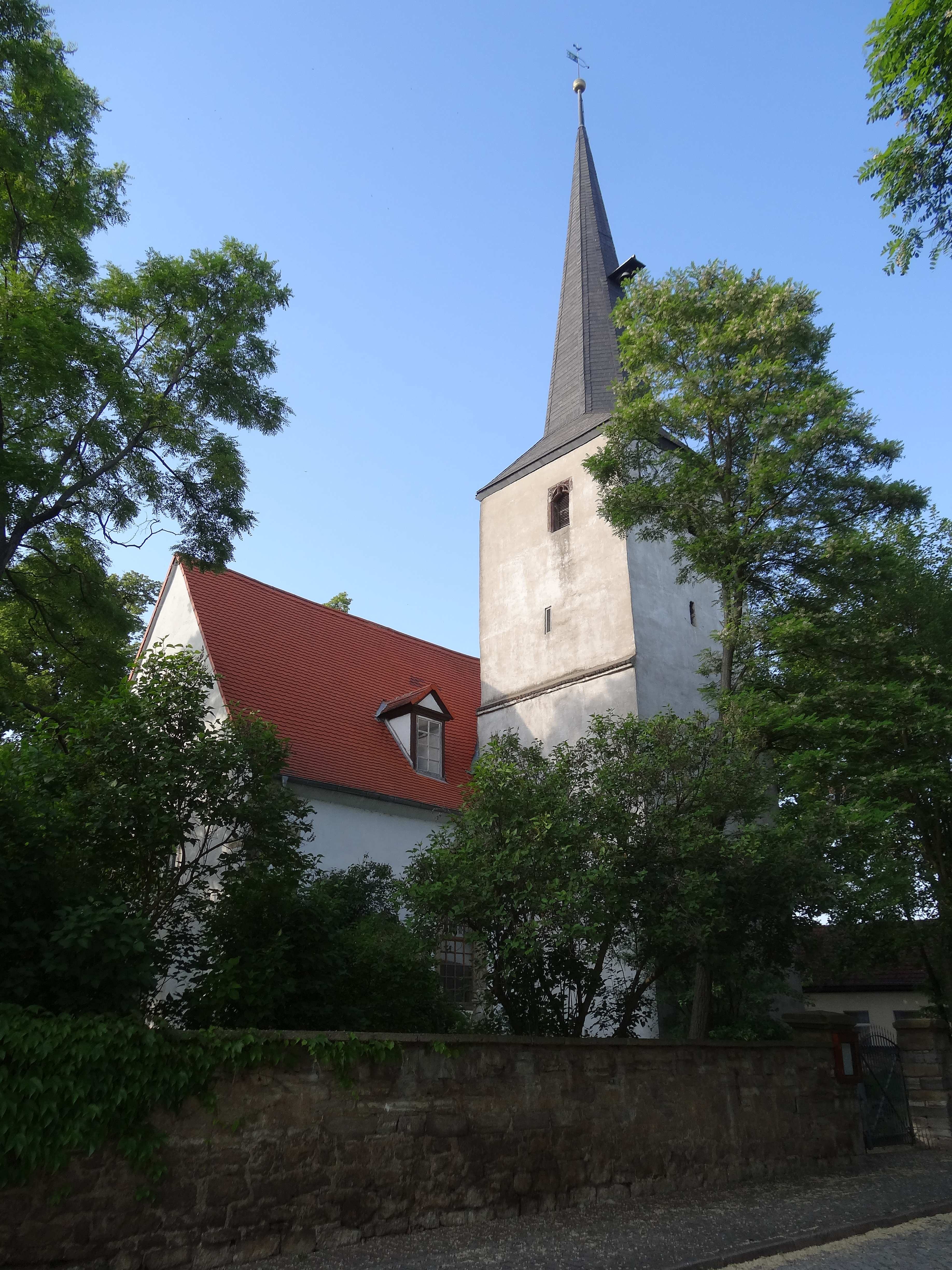
Kirche St. Burchardi

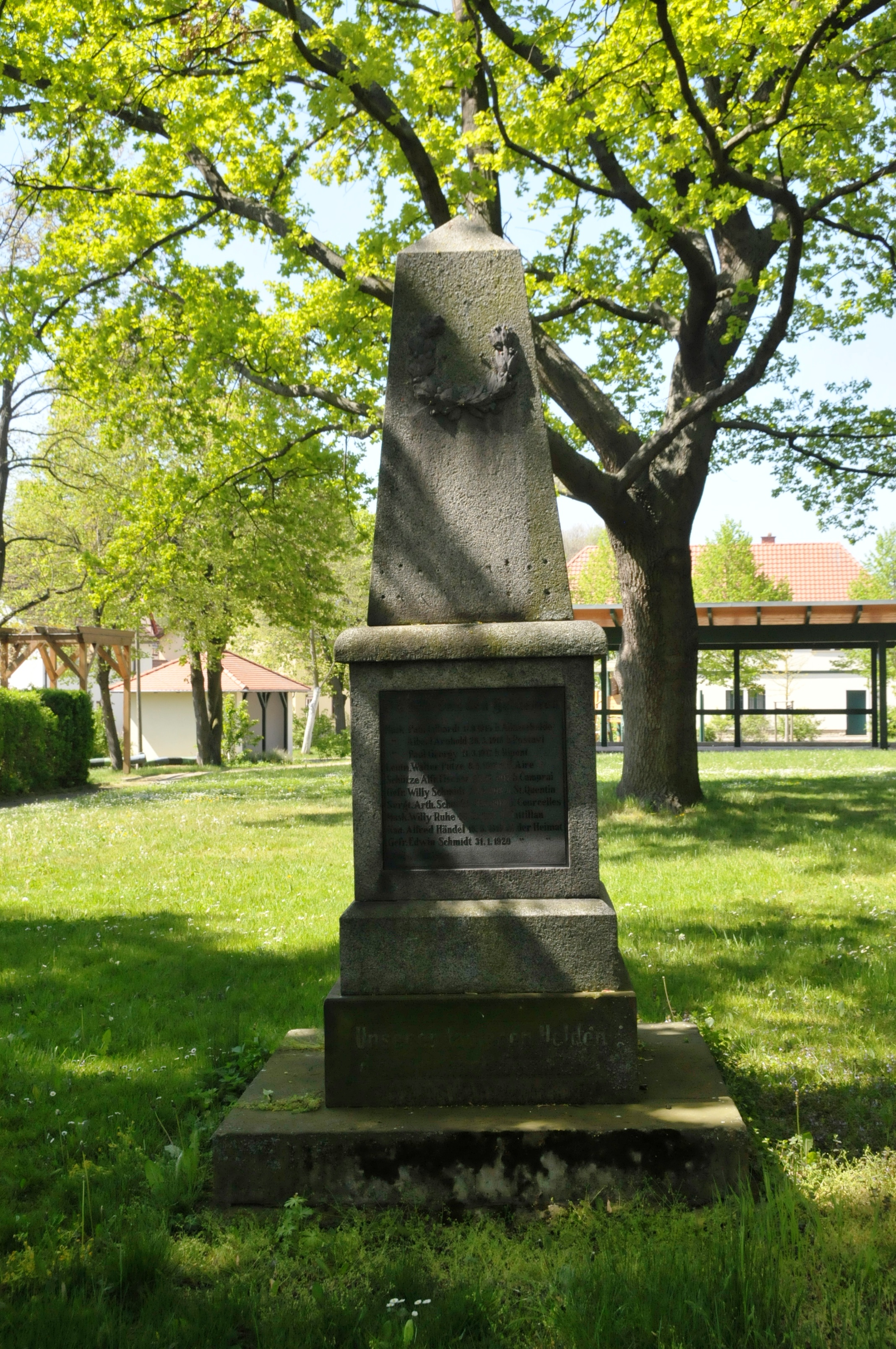
Kriegerdenkmal auf dem Kirchplatz

## Geografie
Kleinmölsen liegt im südöstlichen Teil des Thüringer Beckens. Östlich der Ortslage, allerdings schon in Großmölsener Flur, verläuft der Gramme-Bach, in den der aus Westen kommende Linderbach (entspringt in der „Suhlequelle“ südlich von Windischholzhausen und ist Namensgeber für den Ortsteil von Erfurt, Linderbach) einmündet. Durchflossen wird Kleinmölsen vom Mühlgraben, dessen Wasser am westlichen Ortsrand entspringt und im Osten in die Gramme mündet.
In Nord-Süd-Richtung wird der Ort von der Landesstraße L1056 („Vieselbacher Straße“ (ab Ortsmitte nach Süden) bzw. „Udestedter Straße“ (ab Ortsmitte nach Norden))  durchzogen, die Kleinmölsen mit der südlich in Ost-West-Richtung verlaufenden Landesstraße L1055 (Töttleben-Großmölsen) verbindet sowie als Kreisstraße K515 mit Vieselbach.

## Geschichte
Erstmals wurde die Gemeinde im Jahr 876 als Mulinhus urkundlich erwähnt. 1286 / 1343 kam das Dorf als Wenigenmolhusin an Erfurt, später hieß es auch Kleinmühlhausen.
Der Ort gehörte ursprünglich zur Grafschaft Vieselbach und kam mit deren Verkauf im Jahr 1343 zum Gebiet der Stadt Erfurt. 1802 gelangte er mit dem Erfurter Gebiet an Preußen und zwischen 1807 und 1813 an das französische Fürstentum Erfurt. Mit dem Wiener Kongress kam der Ort 1815 mit dem Amt Azmannsdorf zum Großherzogtum Sachsen-Weimar-Eisenach (Amt Vieselbach), zu dessen Verwaltungsbezirk Weimar er ab 1850 gehörte.

### Einwohnerentwicklung
Entwicklung der Einwohnerzahl:
| - 1994 – 258 - 1995 – 255 - 1996 – 272 - 1997 – 330 - 1998 – 372 - 1999 – 386 | - 2000 – 396 - 2001 – 386 - 2002 – 398 - 2003 – 390 - 2004 – 367 - 2005 – 366 | - 2006 – 361 - 2007 – 354 - 2008 – 358 - 2009 – 348 - 2010 – 337 - 2011 – 343 | - 2012 – 334 - 2013 – 324 - 2014 – 319 - 2015 – 317 - 2016 – 314 - 2017 – 304 | - 2018 – 300 - 2019 – 298 - 2020 – 300 - 2021 – 303 - 2022 – 296 |

 Datenquelle: Thüringer Landesamt für Statistik

## Politik

### Gemeinderat
Der Gemeinderat aus Kleinmölsen setzt sich aus 6 Ratsfrauen und Ratsherren zusammen.
Bei den Wahlen 1994 gingen 2 Sitze an die FDP-Kandidaten und 4 Sitze an die Unabhängige Wählergruppe (UWG).
Da die FDP-Fraktion bei den Wahlen 1999 keine Kandidaten aufstellte, gingen alle 6 Sitze an die UWG.
Bei den Wahlen 2004 trat erstmals die örtliche Freiwillige Feuerwehr (FFw) bei den Gemeinderatswahlen an und erhielt insgesamt 4 Sitze zugesprochen. Auch bei den Wahlen 2009, 2014 und 2019 gingen jeweils 4 Sitze an die FFw und die übrigen beiden Sitze an die UWG.

### Bürgermeister
Der ehrenamtliche Bürgermeister Axel Zur wurde am 23. Oktober 2022 gewählt. Zuvor hatte der durch Stichwahl am 26. Juni 2022  mit gut 75 % der Wählerstimmen zum Bürgermeister bestimmte Michael Baumbach die Wahl nicht angenommen.
Die bisherige ehrenamtliche Bürgermeisterin Monika Poppitz wurde erstmals am 13. Juni 1999 in das Amt gewählt und löste wiederum die langjährige, im November 2020 verstorbene Bürgermeisterin Hedwig Biener ab, die nach 30 Jahren im Amt und damals als dienstälteste Bürgermeisterin galt, nicht wieder kandidierte. Monika Poppitz wurde am 27. Juni 2004, am 6. Juni 2010 und zuletzt am 5. Juni 2016 in ihrem Amt bestätigt.

## Kultur und Sehenswürdigkeiten

### Regelmäßige Veranstaltungen
- Kirmes: Die zuletzt vom Heimat- und Traditionsverein ausgerichtete Veranstaltung findet immer Anfang Juli statt. Der ursprüngliche Termin im Monat Oktober wurde bereits zu DDR-Zeiten in den landwirtschaftlich nicht ganz so anspruchsvollen Monat Juli verschoben, um die Erntezeit im Monat Oktober effektiver nutzen zu können. Zeitweise wurde die sogenannte Nachkirmes auf den ursprünglichen Termin gelegt, um diesen Termin in Erinnerung der Einwohner zu halten. Die nach längerer Pause erst im Jahr 2001 wiederbelebte Kirmes pausierte nach 14 Jahren ohne Unterbrechung erneut erstmals 2015. Eine Neuauflage hat seitdem nicht mehr stattgefunden.
- OpenAir Festival: Seit 2001 wurde dieses Event jährlich im Hochsommer (meist Ende Juli oder Anfang August) auf dem Dorfplatz vom Heimat- und Traditionsverein veranstaltet. Die in Dorf und Umland durchaus populäre Veranstaltung wurde auf Grund der Auflösung des Vereins im Jahr 2015 nach 14 Veranstaltungen erstmals ausgesetzt. Eine Neuauflage wurde bislang noch nicht wieder realisiert.
- Weihnachtskrippenspiel: immer am 24. Dezember. Das Weihnachtskrippenspiel wurde 2004 anlässlich des 400-jährigen Kirchweihfestes in Kooperation zwischen Kirchgemeinde und dem örtlichen Heimat- und Traditionsverein als Erwachsenenkrippenspiel nach 12 Jahren Pause wiederbelebt. Die insgesamt 7 Aufführungen in den Jahren 2004 bis 2010 genossen nicht nur im Ort selber, sondern auch über die Ortsgrenzen hinaus, durchaus eine Art Kultstatus. Auf Grund unterschiedlicher Auffassungen zwischen Pfarrer, Gemeindekirchenrat und Verein hinsichtlich der inhaltlichen Ausrichtung der Aufführungen zogen sich aus Protest sämtliche erwachsene Protagonisten, und damit auch gänzlich der Heimat- und Traditionsverein, aus dem Projekt zurück. Die Kirchgemeinde führte ab 2011 das Krippenspiel in alleiniger Verantwortung als Kinderkrippenspiel fort, jedoch einhergehend mit einem massiven Einbruch der Besucherzahlen und Spendengelder. Das letzte Krippenspiel dieser Art wurde Weihnachten 2019 aufgeführt.
- Maifeuer: das von der Freiwilligen Feuerwehr veranstaltete Fest findet jährlich statt. Ursprünglich wurde es rund um den 1. Mai begangen, wird seitdem aber an unterschiedlichen Terminen veranstaltet, wie zuletzt 2022 am Vortag zu Himmelfahrt.
- Dorfplatzfest: dieses von der Gemeinde veranstaltete Fest findet, mit Unterbrechungen, seit den 1980er Jahren mit Unterbrechungen jährlich in den Sommermonaten statt.
- Sauerkrautfest: im Frühherbst (meist Anfang Oktober) treffen sich die Kleinmölsener Landfrauen alljährlich zusammen und stellen frisches Sauerkraut her. Im Laufe der Jahre erhielt die eigentlich ursprünglich nur im kleinen Rahmen praktizierte Veranstaltung immer mehr Zuspruch, so dass diese stetig ausgebaut und erweitert wurde.

### Bauwerke
- In Kleinmölsen befindet sich die 1604 erbaute St. Burchardikirche. Sie wurde 1719 zur Evangelischen Pfarrkirche bestimmt, als deren erster Pfarrer ist J.B. Saltzmann bekannt.

### Kulturdenkmale
- Auf dem Kirchplatz mahnt ein Denkmal an die Gefallenen der beiden Weltkriege.

## Sonstiges
Während des Zweiten Weltkrieges mussten 33 Frauen und Männer aus Polen und Jugoslawien in der Landwirtschaft Zwangsarbeit verrichten.